# Martín de Mujica y Buitrón
Martin de Mujica y Buitrón, noto anche come Martin de Mogica o Muxica (Villafranca, ... – Santiago del Cile, aprile 1649), è stato un generale spagnolo nominato da re Filippo IV di Spagna per essere capitano generale e Governatore Reale del Cile, oltre che presidente dell'Audiencia Reale del Cile.

## Biografia
Il suo governo durò dal maggio 1646 all'aprile 1649, quando morì apparentemente avvelenato. Viene spesso descritto come amministratore onesto. Cercò la pace con i Mapuche istituendo il Parlamento di Quilín (1647).